# Zwijndrecht (Belgique)
 (avril 2017).
Si vous disposez d'ouvrages ou d'articles de référence ou si vous connaissez des sites web de qualité traitant du thème abordé ici, merci de compléter l'article en donnant les références utiles à sa vérifiabilité et en les liant à la section « Notes et références ».
Pour les articles homonymes, voir Zwijndrecht.
Zwijndrecht est une section de la commune néerlandophone de Beveren-Kruibeke-Zwijndrecht en Belgique située en province de Flandre-Orientale (Région flamande de Belgique). Avant la fusion elle était située dans la province d'Anvers.

## Sections de la commune
| # | Section     | Superf. (km²) | Habitants (2020) | Habitants par km² | Code INS |
| - | ----------- | ------------- | ---------------- | ----------------- | -------- |
| 1 | Zwijndrecht | 15,75         | 11 634           | 739               | 11056A   |
| 2 | Burcht      | 4,49          | 7 520            | 1 675             | 11056B   |

## Histoire
Le 31 mars 1923, la commune de Zwijndrecht, comme celle de Burcht, fut détachée de la province de Flandre-Orientale pour être intégrée à la province d'Anvers. Elle reste par contre rattachée au diocèse de Gand.
Elle est couverte par la zone de police Zwijndrecht.

## Héraldique
|  | La commune possède des armoiries qui lui ont été octroyées le 31 janvier 1818 et confirmées le 19 avril 1907. Elles ont été à nouveau octroyées le 2 avril 1981 après la fusion des communes de 1977. Elles montrent les armoiries de la famille Carenna. Zwijndrecht et Burcht ont été fusionnés en un seul domaine en 1281 et sont devenus une possession de la famille Carenna au XVIIe siècle. Jacomo Antonio Carenna a divisé le domaine entre ses deux fils en 1667 et les deux villages ont été séparés jusqu'en 1976. Les anciennes armoiries montraient le saint patron local, Saint Maclou. Blasonnement : Tiercé en pal : 1. de sinople à une étoile d'argent 2. d'argent à une branche d'olivier de sinople 3. d'azur à une étoile d'argent. (Traduction libre) Source du blasonnement : Heraldy of the World. |

## Démographie

### Évolution démographique: avant la fusion des communes
- Sources : INS, Rem. : 1831 jusqu'en 1970 = recensements, 1976 = nombre d'habitants au 31 décembre[4].
- 1930 : Scission d'une partie du territoire annexée par la ville d'Anvers

### Évolution démographique: commune fusionnée
Graphe de l'évolution de la population de la commune (la commune de Zwijndrecht étant née de la fusion des anciennes communes de Zwijndrecht et de Burcht, les données ci-après intègrent les deux communes dans les données avant 1977.
- Source : DGS - Remarque : 1806 jusqu'à 1981=recensement ; depuis 1990=nombre d'habitants chaque 1er janvier[5]

## Personnalités originaires de Zwijndrecht
- Alfred Ost (1884-1945), peintre et dessinateur ;
- Leo Tindemans (1922-2014), homme politique.

## Manifestations sportives
- La critérium de Zwijndrecht, une ancienne course cycliste réservée aux coureurs professionnels, disputée au mois de juin de 1929 à 1983[6].

## Pollution aux PFAS
Au cours de l’été 2021, des concentrations de PFAS ont été mesurées dans le sang de 796 personnes vivant à proximité de l’usine 3M à Zwijndrecht. L’étude a montré que plus de la moitié des résidents locaux ont des niveaux élevés de PFAS.